# 羅希茲納 (赫梅利尼茨基州)
48°33′58″N 26°53′2″E / 48.56611°N 26.88389°E
羅希茲納（羅馬化：Rohizna）是烏克蘭西部赫梅利尼茨基州卡緬涅茨-波多利斯基區基泰霍羅德市鎮的村莊，始建於1918年，面積1.79平方公里，2015年人口700，人口密度每平方公里428.7人。